# ماور بوزاغلو
ماور بوزاغلو (بالعبرية: מאור בוזגלו‏) (14 يناير 1988 بحولون في إسرائيل - ) هو لاعب كرة قدم إسرائيلي في مركز الهجوم. شارك مع منتخب إسرائيل تحت 17 سنة لكرة القدم ‏ ومنتخب إسرائيل تحت 19 سنة لكرة القدم ومنتخب إسرائيل تحت 21 سنة لكرة القدم ومنتخب إسرائيل لكرة القدم. أما مع النوادي، فقد لعب مع اتحاد أبناء سخنين وستاندارد لييج ومكابي حيفا ونادي مكابي تل أبيب ونادي هبوعيل بئر السبع وهبوعيل بتاح تكفا ‏.

## وصلات خارجية
- ماور بوزاغلو على موقع الاتحاد الأوربي (الإنجليزية)
- ماور بوزاغلو على موقع قاعدة بيانات كرة القدم.إي يو (الإنجليزية)
- ماور بوزاغلو على موقع ناشيونال فوتبول تيمز (الإنجليزية)
- ماور بوزاغلو على موقع Soccerway.com (الإنجليزية)
- ماور بوزاغلو على موقع AS.com (الإسبانية)